# Bruce Bennett
Bruce Bennett (nombre de nacimiento: Harold Herman Brix; 19 de mayo de 1906 - 24 de febrero de 2007) fue un actor estadounidense.

## Biografía
Nació en el estado de Washington con el nombre de Harold Herman Brix, el 19 de mayo de 1906.
Protagonizó numerosas películas, entre las que destacan:
- Las nuevas aventuras de Tarzán (1935), de Edward A. Kull (1885 – 1946).
- Sahara.
- Mildred Pierce.
- El tesoro de Sierra Madre.

Falleció el 24 de febrero de 2007 con 100 años de edad.